# St. Maria Magdalena (Roxheim)

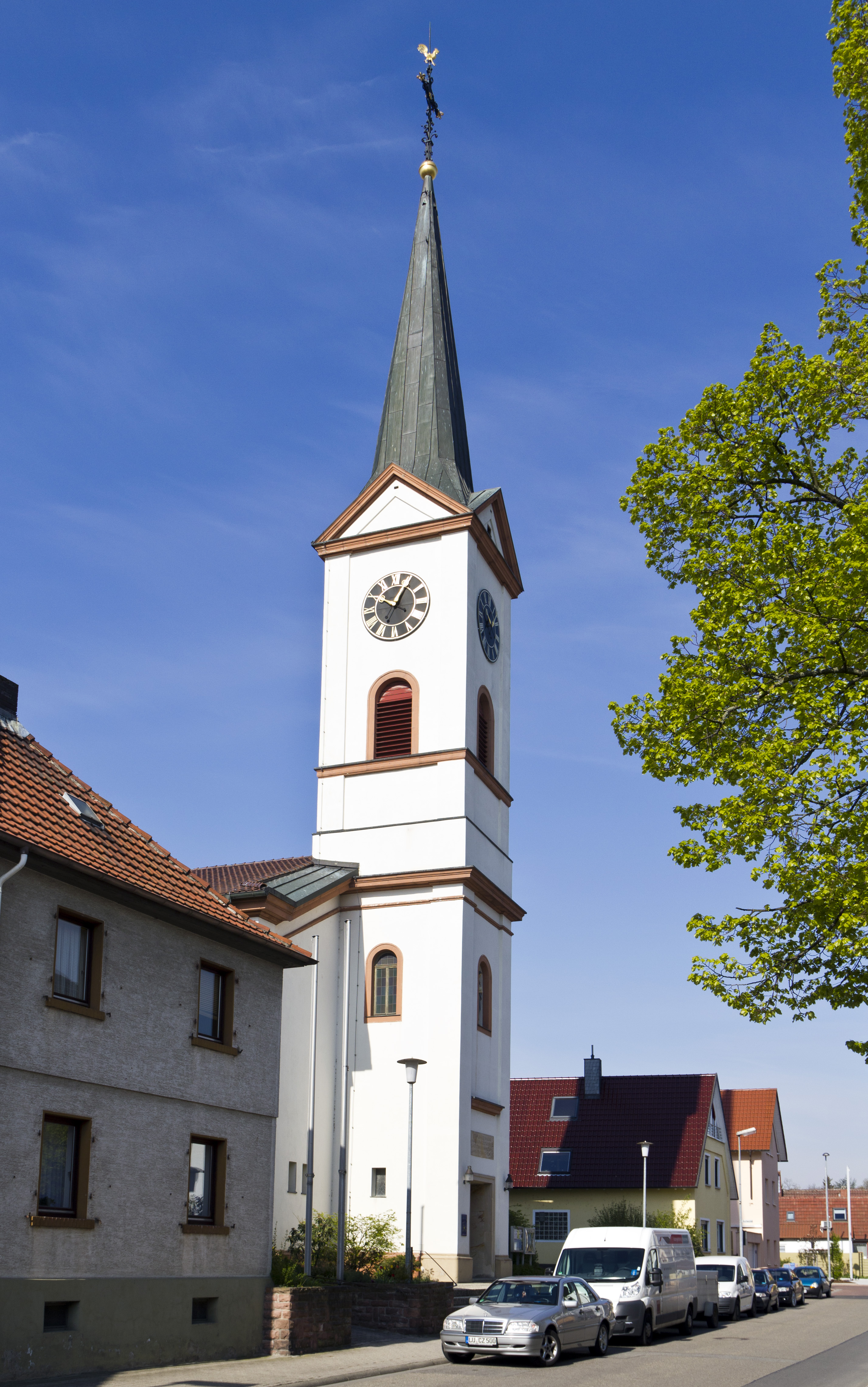
Pfarrkirche St. Maria Magdalena

 St. Maria Magdalena in Roxheim im Rhein-Pfalz-Kreis (Rheinland-Pfalz) wurde
in den Jahren 1833/34 von Johann Bernhard Spatz im klassizistischen Stil erbaut. Die zum Bistum Speyer gehörende Pfarrkirche hat 510 Sitzplätze.

## Geschichte
Die 1833 errichtete Kirche wurde 1865 um einen dreiseitigen Chor mit Sakristei erweitert. 1953 wurde von Albert Boßlet ein Querhaus und eine Apsis angebaut.
1975 wurde das Kircheninnere, 1986 das Kirchenäußere renoviert.
Eine weitere Innenrenovierung fand im Jahr 2004 statt. Der Chorraum wurde durch den Bildhauer Ernst Rasche neu gestaltet. Die Kirche erhielt 2010 einen Kreuzweg, gestaltet durch den Maler Pater Meinrad Dufner, Kloster Münsterschwarzach und den Bildhauer Thomas Reuter, Winterhausen. 2011 wurde die Orgel erweitert.

## Ausstattung
- Kruzifix und Figur des Hl. Sebastian von 1860

## Orgel
Die Orgel wurde im Jahr 1979 von Orgelbau Kuhn aus Esthal/Pfalz als Opus 1 gebaut. Über Hauptwerk, Schwellwerk und Rückpositiv erklingen 34 Register, wobei einige Holzpfeifen aus der vorangegangenen Walcker-Orgel übernommen wurden.
Erweiterung im Jahre 2011 / aktuelle Disposition:

Hauptwerk:            Schwellwerk          Rückpositiv             Pedal
Bourdon       16'       Gedackt      8'          Spitzflöte     8'         Violonbass       16'
Principal        8'        Salicional    8'         Quintade     8'          Subbass            16'
Holzgedeckt  8'        Principal      4'          Spillpfeife   4'          Oktavbass         8'
Oktave           4'        Blockflöte   4'         Principal     2'           Bassflöte           8'
Rohrflöte       4'        Nachthorn 2'             Quinte         1 1/3'     Choralbass       4'
Quinte            2 2/3' Sesquialtera 2-fach   Zimbel         2/3 3-f.  Piffaro             2'
Oktave           2'        Scharff 4-f. 1'           Krumhorn    8'          Hintersatz        4-fach
Cornett 5-fach          Dulzian 16'               Cimbelstern              Trompete          8'
Mixtur  4-fach          Trompete 8'              Tremolo                    Posaune          16'
Trompete 8'              Clarion 4'
                                 Glockenspiel ab c 39 Töne
                                 Tremolo
Setzer-Anlage von Aug. Laukhuff (8000 Kombinationsmöglichkeiten)